# Regierungsbezirk Bromberg (Danzig-Westpreußen)

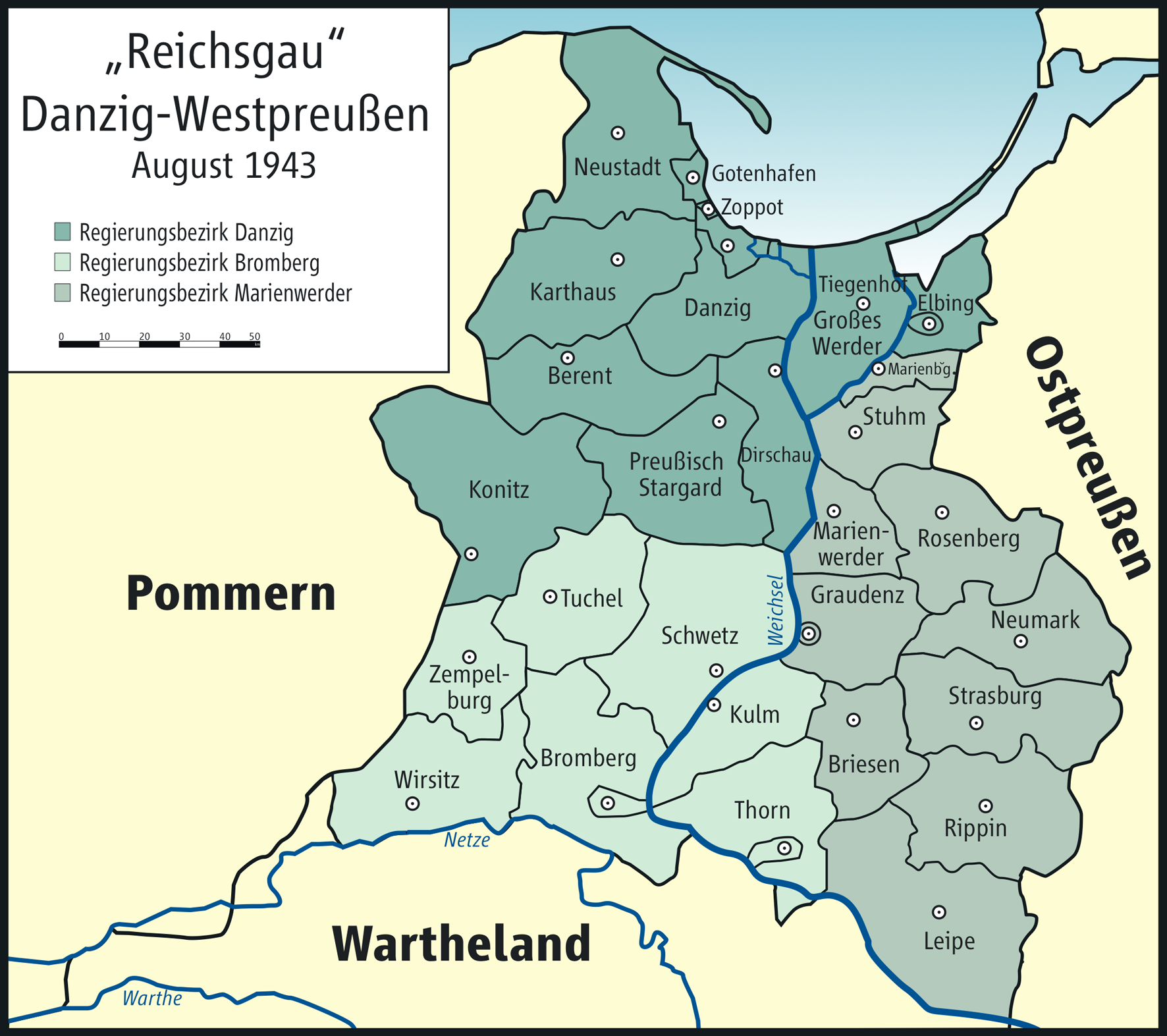
Reichsgau Danzig-Westpreußen

Der Regierungsbezirk Bromberg im Reichsgau Danzig-Westpreußen bestand in der Zeit der nationalsozialistischen Besetzung Polens von 1939 bis 1945.

## Regierungspräsident
1939–1940: Günther Palten (1903–1945)
1940–1941: Kurt Schimmel (1892–1941)
1942–1945: Walther Kühn (1892–1962)
Wilhelm Köhler wurde 1943 Regierungsvizepräsident.

## Verwaltungsgliederung

### Stadtkreise
1. Bromberg
2. Thorn

### Landkreise
1. Bromberg
2. Kulm (Weichsel)
3. Schwetz (Weichsel)
4. Thorn
5. Tuchel
6. Wirsitz
7. Zempelburg